# Лайонс-Хилл
Лайонс-Хилл (англ. Lyons Hill; ирл. Liamhain) — деревня в Ирландии, находится в графстве Килдэр (провинция Ленстер).